# Pavel Vančát
Pavel Vančát (4. února 1976, Ústí nad Labem) je český historik fotografie a kurátor.

## Životopis
V letech 1995–1999 studoval na Institutu základů vzdělanosti na Fakultě humanitních studií Univerzity Karlovy a v letech 2005–2009 na Vysoké škole uměleckoprůmyslové v Praha. V roce 2002 byl mezi zakladateli časopisu Fotograf, v jeho redakční radě dlouhodobě působil. V letech 2008–2010 byl stálým kurátorem Galerie Klatovy/Klenová. Mezi lety 2010–2011 byl rezidenčním kurátorem Meet Factory. Od roku 2008 se podílí na pořádání mezinárodní soutěže diplomových prací studentů evropských akademií StartPoint. Zaměřuje se na českou fotografii a vizuální kulturu 2. poloviny 20. století a na současnou uměleckou fotografii. 
Žije v Praze. Jeho partnerkou je výtvarná umělkyně Tereza Velíková.

## Dílo
V roce 2003 se kurátorsky podílel na realizaci festivalu digitálního umění IN OUT v Praze. Pro Galerii Klatovy/Klenová spolu s Janem Freibergem připravili tematické výstavy Fotografie?? (2004) a Fotografie 70. let v ČSR (2007). Spolupracoval na expozici Husákovo 3+1 o bytové kultuře období normalizace (2007). Mezi jím samostatně připravenými zaujímá výjimečné postavení výstava Mutující médium v pražské Galerii Rudolfinum, na níž sledoval proměny české fotografie uplynulých dvou desetiletí (2011). V roce 2016 byl kurátorem retrospektivní výstavy fotografické skupiny Epos (Jiří Horák, Rostislav Košťál, František Maršálek, Petr Sikula) v Domě umění města Brna, kde je i autorem monografie Epos 1967-1980. V roce 2019 byl hlavním kurátorem 9. ročníku Fotograf Festivalu s podtitulem Archeologie euforie: 1985-1995. V jeho rámci mimo jiné nachystal rozsáhlou výstavu Obrazy konců dějin 1985–1995 o vizuální kultuře uvedeného období v Československu, která se konala v Uměleckoprůmyslovém muzeu v Praze. K ní vydaný katalog byl oceněn 2. místem v soutěži Nekrásnější české knihy roku. V roce 2020 byl spolu s Marcelem Fišerem kurátorem čtvrtého ročníku festivalu 3m / umění v prostoru v Praze.
Byl kurátorem celé řady autorských výstav českých fotografů v českých galeriích a muzeích umění, mimo jiné výstav Alexandra Hackenschmieda, Josefa Bartušky, Pavla Jasanského, Miroslava Tichého, Marie Kratochvílové, Jan Malého, Jiřího Poláška, Michala Kalhouse, Viktora Kopasze, Lukáše Jasanského s Martinem Polákem, Adama Holého, Pavla Nádvorníka, Romana A. Muselíka, Františka Maršálka, Jiřího Horáka a dalších. Byl kurátorem výstavy německého vizuálního umělce Andrease Müller-Pohleho v Galerii hlavního města Prahy (2014). V roce 2020 přichystal pro The Photographers´ Gallery v Londýně přichystal monografickou výstavu významného českého fotografa Jana Svobody.
V nakladatelství Torst publikoval monografie Miroslava Tichého, Jindřicha Přibíka a Jana Svobody. Z anglického originálu přeložil knihu Susan Sontagové O fotografii (Barrister & Principal, Paseka 2002).

## Kurátor výstav
- 2023 – Milan Pitlach: Fotografie z Československa 1968-1980, Ateliér Josefa Sudka, Praha, 3. listopad — 15. prosinec 2023, kurátor Pavel Vančát, [14]